# Lissoclinum ostrearium
Lissoclinum ostrearium är en sjöpungsart som först beskrevs av Wilhelm Michaelsen 1930.  Lissoclinum ostrearium ingår i släktet Lissoclinum och familjen Didemnidae. Inga underarter finns listade i Catalogue of Life.